# Kai Thomas Platz
Kai Thomas Platz (* 1965 in Hilpoltstein) ist ein deutscher Mittelalterarchäologe.

## Leben
Platz studierte Archäologie des Mittelalters und der Neuzeit, der Vor- und Frühgeschichte, Denkmalpflege und Geschichte mit Schwerpunkt Mittelalterliche Geschichte. 2000 wurde er zu dem Thema: „Hilpoltstein vom Frühmittelalter bis zur frühen Neuzeit. Archäologische, baugeschichtliche und historische Aspekte zur Entwicklung einer mittelfränkischen Burg und Stadt“ bei Ingolf Ericsson an der Universität Bamberg promoviert.
Von 1993 bis 1996  entwickelte er für die Stadt Hilpoltstein die Konzeption eines Museums des historischen Bauhandwerks. Von 1997 bis 2001 war er beim Landkreis Forchheim mit dem Grabungsprojekt an der Burgruine Neideck betreut. Von 2002 bis 2008 nahm er als Leiter der Forschungsgrabungen am Weltkulturerbe Kloster Lorsch im Auftrag  der Universität Bamberg teil und untersuchte die Einhardsbasilika in Seligenstadt.
Seit Herbst 2008 ist Platz Leiter des zentralen Fundarchivs der Stadtarchäologie in Duisburg, seit Sommer 2011 ist er Leiter der Bodendenkmalpflege in der Unteren Denkmalbehörde der Stadt Duisburg. Er ist Lehrbeauftragter an der Universität Bonn.
Seine Forschungsschwerpunkte sind die Geschichte des kirchlichen und profanen Steinbaus seit der Spätantike bis zum Ende der Ottonen und die Siedlungs- und Baugeschichte Mitteleuropas im Früh- und Hochmittelalter.

## Schriften
- mit  Toni Eckert (Hrsg.): Mittelalterliches Leben in Franken. Kulturamt des Landkreises Forchheim, Forchheim 1998, ISBN 3-9806252-1-4.
- Hilpoltstein vom Frühmittelalter bis zur frühen Neuzeit. Archäologische, baugeschichtliche und historische Aspekte zur Entwicklung einer mittelfränkischen Burg und Stadt (= Arbeiten zur Archäologie Süddeutschlands. Band 12). Dissertation. Verlag Dr. Faustus, Büchenbach 2000, ISBN 3-933474-05-1.
- mit Volker Herrmann (Hrsg.): Bäume Balken Fachwerkbauten. Entwicklung und Geschichte des Fachwerkbaus in Süddeutschland (= Schriftenreihe des Museums Schwarzes Roß Hilpoltstein. Band 1). Verlag Dr. Faustus, Büchenbach 2002, ISBN 3-933474-21-3.
- mit Volker Herrmann (Hrsg.): Felsen, Quader, Steingemäuer. Entwicklung und Geschichte des Steinwerkbaus in Süddeutschland (= Schriftenreihe des Museums Schwarzes Roß Hilpoltstein. Band 2). Verlag Dr. Faustus, Büchenbach 2003, ISBN 3-933474-25-6.
- mit Volker Herrmann (Hrsg.): Der Wahrheit auf der Spur. Johann Christoph Sturm (1635–1703). Mathematiker, Physiker, Astronom (= Schriftenreihe des Museums Schwarzes Roß Hilpoltstein. Band 3). Verlag Dr. Faustus, Büchenbach 2003, ISBN 3-933474-26-4.
- Basilika Seligenstadt. Geschichte und Bauentwicklung. Verlag Dr. Faustus, Büchenbach 2006, ISBN 3-933474-26-4.
- (Hrsg.) Dispargum. Jahresberichte der Duisburger Stadtarchäologie, Büchenbach, seit 2016 (jährlich) ISBN 978-3-946387-11-4